# Брутуси
Брутуси су насељено мјесто у општини Трново, Федерација БиХ, Босна и Херцеговина.

## Становништво
|         | 2013.       | 1991.        | 1981.        | 1971.        |
| Укупно  | 37 (100,0%) | 31 (100,0%)  | 59 (100,0%)  | 82 (100,0%)  |
| Бошњаци | 37 (100,0%) | 31 (100,0%)1 | 58 (98,31%)1 | 82 (100,0%)1 |
| Хрвати  | –           | –            | 1 (1,695%)   | –            |

1. 1 На пописима од 1971. до 1991. Бошњаци су пописивани углавном као Муслимани.